# Magyar Narancs
Magyar Narancs (/ˈmɒɟɒɾ ˈnɒɾɒntʃ/) est un hebdomadaire hongrois fondé en 1989 et paraissant le jeudi. Ce journal traite essentiellement de sujets politiques et culturels concernant les populations d'Europe centrale. 
À l'origine, l'hebdomadaire est proche des dissidents libéraux du régime. Il est alors considéré comme le bulletin quasi-officiel du jeune Fidesz, avec qui il partage les couleurs (le nom du journal signifie « orange hongroise »). Alors que le Fidesz évolue vers la droite conservatrice, Magyar Narancs devient l'hebdomadaire culturel et politique de centre-gauche de référence. Il est plutôt ouvert sur l'Europe et l'économie de marché et défend régulièrement les droits des minorités, qu'elles soient ethniques, politiques, sexuelles. Sur le plan culturel, il laisse autant de place aux courants mainstream qu'à ceux d'avant-garde.
L'orange hongroise renvoie à la réplique d'un film de 1969 de Péter Bacsó Le Témoin (A tanu). Évoquant les oranges que la république populaire de Hongrie devait produire conformément aux consignes de l'URSS, un des personnages s'exclame : « Elles sont un peu trop acides, un peu trop jaunes, mais elles sont à nous ».